# Michel Mézy
Michel Mézy est un footballeur international puis entraîneur français, né le 15 août 1948 à Aigues-Mortes. Il joue au poste de milieu de terrain offensif puis de libéro du milieu des années 1960 au début des années 1980.
Formé au Nîmes Olympique avec qui il est vice-champion de France en 1972, il joue ensuite au Lille OSC, retourne au Nîmes Olympique puis finit sa carrière professionnelle au Montpellier PSC.
En tant qu'entraîneur, il dirige le Montpellier HSC, avec qui il remporte le championnat de France de division 2 en 1987 et la coupe de France en 1990, et le Nîmes Olympique.
Il compte avec l'équipe de France dix-sept sélections pour un but marqué entre 1970 et 1973. Il est également brièvement président du Nîmes Olympique et occupe aujourd'hui les fonctions de conseiller du président Laurent Nicollin au Montpellier HSC, après avoir été celui de son père Louis.

## Biographie

### Carrière de joueur
Formé au Nîmes Olympique, il débute en professionnel avec le club le 7 mai 1966 contre le FC Nantes, juste avant de remporter la Coupe Gambardella contre le SC Toulon. Lors de la saison 1967-68, il participe activement à la remontée en Division 1 et dispute également avec les espoirs nîmois le premier tournoi de Toulon. Nîmes Olympique termine troisième de cette compétition remportée par le RSC Anderlecht.
Lors de la saison 1971-72, il est un élément clé de l'équipe avec 37 matchs disputés et trois buts inscrits, prenant une part très importante dans la deuxième place obtenue en championnat. Approché par de nombreux clubs français, dont l'AS Saint-Étienne et l'AS Monaco, et européens, le FC Barcelone et l'Atlético Madrid, il décline toutes les offres préférant rester dans sa région. En début de saison suivante, il remporte avec son club, la Coupe des Alpes en battant en finale les Girondins de Bordeaux sur le score de sept buts à deux.
En juin 1975 il est transféré au Lille OSC, « parce que mon père m'avait ordonner d’accepter et de ne pas renoncer à une bonne opération financière » déclare-t-il. Le club nordiste est relégué en Division 2 à la fin de la saison 1976-77. Michel Mézy effectue alors son retour au stade Jean Bouin en juin 1977.
Pour son retour chez les « Crocodiles », l'entraîneur Henri Noël le repositionne comme libéro. Après deux saisons, il s'engage le 27 mai 1979 avec Montpellier La Paillade alors en Division 2. L'affaire fait grand bruit puisque Montpellier PSC est l'adversaire régional du Nîmes Olympique. En effet, alors qu'il reste encore trois matchs de championnat, le président Paul Calabro l'exclut de l'équipe l'accusant de trahison. Mézy perd ainsi la première place du classement du joueur de l'année France-Football.
Dans l'Hérault, il devient une pièce maitresse en défense centrale. En 1980, l'équipe atteint la demi-finale de la Coupe de France après avoir éliminé le RC Lens et l'AS Saint-Étienne, les Pailladins ne s'inclinent qu'en prolongations contre l’AS Monaco. L'année suivante, le club remporte le groupe A de division 2 et monte en Division 1 avec le club de Louis Nicollin.
Cette saison en Division 1 est très difficile pour le club montpelliérain qui se retrouve dernier à la trêve. Louis Nicollin propose alors à Michel Mézy d'arrêter sa carrière « pour le protéger et qu'il ne soit pas accusé d'avoir causé le naufrage ». Il arrête donc sa carrière professionnelle le 20 décembre 1981, après avoir disputé seize rencontres de championnat et le 22 janvier 1982, il est nommé manager général du MPSC par Louis Nicollin.

### Carrière d'entraîneur
Le 15 mai 1985, il devient l'entraîneur du Montpellier PSC à l'invitation de Louis Nicollin. Il permet au club de remonter en Division 1 en décrochant le titre de champion de division 2 lors de la saison 1986-87.
Pour le retour du club en Division 1, il redevient manager général et laisse sa place d'entraîneur à Pierre Mosca. Michel Mézy et Louis Nicollin réalisent un recrutement de qualité qui permet au club de finir troisième du championnat. Le 14 février 1990, il fait son retour sur le banc à la suite du limogeage d'Aimé Jacquet pour un intérim jusqu'à la fin de la saison. Le club est alors dix-neuvième à la 25e journée du championnat. Michel Mézy replace alors Laurent Blanc en défense centrale et réussit à redresser l'équipe. En fin de saison, il permet au club pailladin de remporter la Coupe de France.
En finale, Montpellier HSC bat le Matra Racing par deux buts à un après prolongations, grâce à des réalisations de Laurent Blanc et Abdelkader Ferhaoui. Mais quatre jours après la finale, Michel Mézy annonce son départ du Montpellier HSC et son retour au Nîmes Olympique comme directeur sportif. Une décision qui jette un froid dans ses rapports avec Louis Nicollin.
Dès sa première saison comme directeur sportif, les « Crocodiles » accrochent la remontée en Division 1 le 4 mai 1991. 
Le 25 juillet 1991, il est nommé officiellement président du club gardois qui se maintient en prenant la quinzième place du championnat. La saison suivante démarre très mal, et Mézy limoge l'entraîneur Léonce Lavagne le 12 décembre 1992 pour le remplacer lui-même sur le banc. Il est alors le premier président-entraîneur de l'histoire du championnat de France. Toutefois, cette action n'aura pas l'effet escompté et le club est relégué.
La saison 1993-94 en Division 2 est minée par les rapports conflictuels entre Michel Mézy, qui a laissé le poste d'entraîneur à René Exbrayat, et Richard Pérez, un autre dirigeant du club. Licencié le 23 septembre 1994, Michel Mézy refuse de quitter son poste et convoque le conseil d'administration. 
Le 1er octobre 1994 son licenciement est confirmé et il est remplacé par Franck Bellini, mais le 5 octobre l'assemblée générale est déclarée non valable et Mézy est réintégré avant de démissionner de lui-même le 21 octobre.
En paix avec Louis Nicollin depuis février 1994, Mézy fait son retour au Montpellier HSC comme entraîneur le 21 novembre 1994, en remplacement de Gérard Gili. Mézy réussit sa mission et maintien le club en prenant la dix-septième place, le premier non-relégable.
La saison suivante, il mène le club héraultais à une brillante 6e place qui qualifie le club en Coupe de l'UEFA. Malheureusement lors de la saison 1996-97, ils ne passent pas le premier tour, éliminés par le Sporting Portugal. En championnat, le club se retrouve dans la zone de relégation, à 7 longueurs du 16e à la trêve<. Les Montpelliérains enchainent alors vingt matchs d'affilée sans défaite et terminent dixième du championnat. En coupe de France, Montpellier HSC élimine en quart de finale, à l'extérieur, les Girondins de Bordeaux, le club doit cependant s'incliner en demi-finale face à l'EA Guingamp, deux buts à zéro après prolongation. Il connait, à ce même stade, la défaite en Coupe de la Ligue au Stade Chaban-Delmas face aux Girondins de Bordeaux, sept tirs au but à six, après un match nul deux buts partout au terme de la prolongation.
Lors de la saison 1997-98, Michel Mézy amène le Montpellier HSC en finale de la Coupe Intertoto, les Montpelliérains s'inclinent face à l'Olympique lyonnais, quatre buts à deux sur les deux matchs. Il décide en fin de saison de laisser le poste d'entraîneur à son adjoint, Jean-Louis Gasset, et redevient manager général.
Lors de la saison 1999-2000, il succède à Jean-Louis Gasset comme entraîneur d'une équipe dernière du championnat qui n'a gagné qu'un seul de ses 13 matchs de la mi-septembre à la trêve. Il échoue cette fois ci dans le redressement du club qui est relégué en fin de saison. Toutefois Mézy reste en poste et permet au club de remonter en Ligue 1 après une saison de purgatoire. Les Héraultais se maintiennent en 2001-02, mais réalisent une saison 2002-03 difficile. Dix-huitième au soir de la 12e journée du championnat, Michel Mézy quitte son poste d'entraîneur au profit de Gérard Bernardet qui réussit à maintenir les Pailladins.
Le 1er novembre 2006, il effectue son retour au Montpellier HSC comme conseiller du président Louis Nicollin, et figure  officiellement dans l'organigramme du club. Michel Mézy est d'ailleurs à l'origine de la venue de René Girard comme entraîneur en juillet 2009.

## Équipe de France
Michel Mézy est appelé pour la première fois en équipe de France, le 8 avril 1970 pour un match amical opposant les Français aux Bulgares à Rouen, il n'entre cependant pas en jeu. Il connaît sa première sélection un mois plus tard,  le 3 mai 1970, lors d'un match amical contre la Suisse à Bâle qui se conclut sur une défaite (2-1).
Il marque son unique but le 11 novembre 1970 à Lyon contre la Norvège en match de qualification pour le championnat d'Europe des nations 1972 (3-1).
Il connaît sa dernière sélection le 26 mai 1973 lors d'un match de qualification pour la coupe du monde 1974 disputé au stade Lénine de Moscou contre l'URSS. Il entre en seconde mi-temps comme milieu défensif supplémentaire à la place de Louis Floch pour conserver le résultat du match nul 0-0. La France s'incline dans les cinq dernières minutes du match sur deux buts d’Oleg Blokhine et de Vladimir Onischenko (2-0).

## Palmarès

### Comme joueur
- Vice-Champion de France en 1972 avec le Nîmes Olympique
- Vice-Champion de France de Division 2 en 1968 avec le Nîmes Olympique et en 1980 avec le Montpellier PSC
- Vainqueur de la Coupe Gambardella en 1966 avec le Nîmes Olympique
- Vainqueur de la Coupe des Alpes 1972 avec le Nîmes Olympique
- Troisième du tournoi de Toulon en 1967 avec le Nîmes Olympique

### Comme entraîneur
Montpellier HSC
- Champion de France de Division 2 en 1987.
- Vainqueur de la Coupe de France en 1990.
- Finaliste de la Coupe Intertoto 1997.

## Carrière
Le tableau ci-dessous résume les statistiques en match officiel de Michel Mézy durant sa carrière de joueur professionnel,
| Saison      | Club            | Pays       | Championnat          | Coupes nationales  | Coupes Continentales | Sélection France  |
| ----------- | --------------- | ---------- | -------------------- | ------------------ | -------------------- | ----------------- |
| 1965 - 1966 | Nîmes Olympique | Division 1 | 5 matchs             | 1 match            | -                    | -                 |
| 1966 - 1967 | Nîmes Olympique | Division 1 | 3 matchs             | -                  | -                    | -                 |
| 1967 - 1968 | Nîmes Olympique | Division 2 | 13 matchs / 1 but    | -                  | -                    | -                 |
| 1968 - 1969 | Nîmes Olympique | Division 1 | 21 matchs / 1 but    | 3 matchs           | -                    | -                 |
| 1969 - 1970 | Nîmes Olympique | Division 1 | 33 matchs / 2 buts   | 5 matchs / 2 buts  | -                    | 1 match           |
| 1970 - 1971 | Nîmes Olympique | Division 1 | 34 matchs / 5 buts   | 1 match            | -                    | 6 matchs / 1 but  |
| 1971 - 1972 | Nîmes Olympique | Division 1 | 37 matchs / 3 buts   | 2 matchs / 2 buts  | 2 matchs (C3)        | 8 matchs          |
| 1972 - 1973 | Nîmes Olympique | Division 1 | 36 matchs / 1 but    | 8 matchs           | 2 matchs (C3)        | 2 matchs          |
| 1973 - 1974 | Nîmes Olympique | Division 1 | 29 matchs / 1 but    | 2 matchs           | -                    | -                 |
| 1974 - 1975 | Nîmes Olympique | Division 1 | 38 matchs / 3 buts   | 1 match            | -                    | -                 |
| 1975 - 1976 | Lille OSC       | Division 1 | 32 matchs / 4 buts   | 3 matchs           | -                    | -                 |
| 1976 - 1977 | Lille OSC       | Division 1 | 29 matchs / 1 but    | 3 matchs           | -                    | -                 |
| 1977 - 1978 | Nîmes Olympique | Division 1 | 36 matchs            | 3 matchs           | -                    | -                 |
| 1978 - 1979 | Nîmes Olympique | Division 1 | 35 matchs / 3 buts   | 1 match            | -                    | -                 |
| 1979 - 1980 | Montpellier HSC | Division 2 | 31 matchs / 1 but    | 9 matchs           | -                    | -                 |
| 1980 - 1981 | Montpellier HSC | Division 2 | 29 matchs            | 7 matchs           | -                    | -                 |
| 1981 - 1982 | Montpellier HSC | Division 1 | 16 matchs            | -                  | -                    | -                 |
| Total       | Total           | Total      | 457 matchs / 26 buts | 49 matchs / 4 buts | 4 matchs             | 17 matchs / 1 but |

## Divers
Michel Mézy fait partie des nombreux joueurs ayant vu un stade baptisé à leur nom de leur vivant. En effet, la ville du Grau-du-Roi a baptisé son stade, le Stade Michel Mézy. D'une capacité de 3 500 places dont 2 000 assises, il accueille les matchs de l'ES Le-Grau-du-Roi.